# Henk Feldmeijer
Johannes Hendrik Feldmeijer (Assen, 30 november 1910 – Raalte, 22 februari 1945) was een Nederlands fascistisch politicus en lid van de Waffen-SS. Hij was lid van de Nationaal-Socialistische Beweging, leider van de "Mussert-Garde" (een op de SS lijkende jongerenbeweging van de NSB) en een van de grondleggers van de Nederlandsche SS waar hij voorman van werd.

## Jeugd en opleiding
Johannes Hendrik Veldmeijer werd geboren in Assen als zoon van een sergeant-majoor, die zijn achternaam (en dus ook die van zijn zoon) in 1915 liet wijzigen in Feldmeijer. In 1928 rondde hij de hbs af en ging wis- en natuurkunde studeren aan de Rijksuniversiteit Groningen. In 1932 werd hij lid van de pas opgerichte NSB. Zijn werkzaamheden voor de NSB namen spoedig een belangrijk deel van zijn tijd in. In 1935 zakte hij voor zijn kandidaatsexamen en stopte vervolgens met zijn studie zodat hij zich volledig op zijn NSB-taken kon concentreren. In 1930/31 vervulde hij zijn dienstplicht bij de luchtdoelartillerie en werd reserveofficier, maar in 1935 werd hij vanwege zijn NSB-lidmaatschap als reserveofficier ontslagen.

## Actief voor het fascisme

### Bestuurder bij de NSB
Vanaf omstreeks 1937 ging Feldmeijer steeds meer en belangrijker functies in de Nationaal-Socialistische Beweging bekleden. Zo werd hij bestuurslid van Der Vaderen Erfdeel, een stichting die tot doel had de "Dietse" geest van Nederland te onderzoeken en te bevorderen. Feldmeijer voelde zich aangesproken door de ideologie van de Schutzstaffel (SS). Daar was echter in NSB-kringen weinig ruimte voor, zodat hij buiten de NSB om ook contacten onderhield met SS'ers in Duitsland.
In 1939 richtte Feldmeijer onder auspiciën van Meinoud Rost van Tonningen, een rivaal van Mussert binnen de NSB, de zogeheten Mussert-Garde op, die sterk gemodelleerd was naar het voorbeeld van de SS.

### Tweede Wereldoorlog

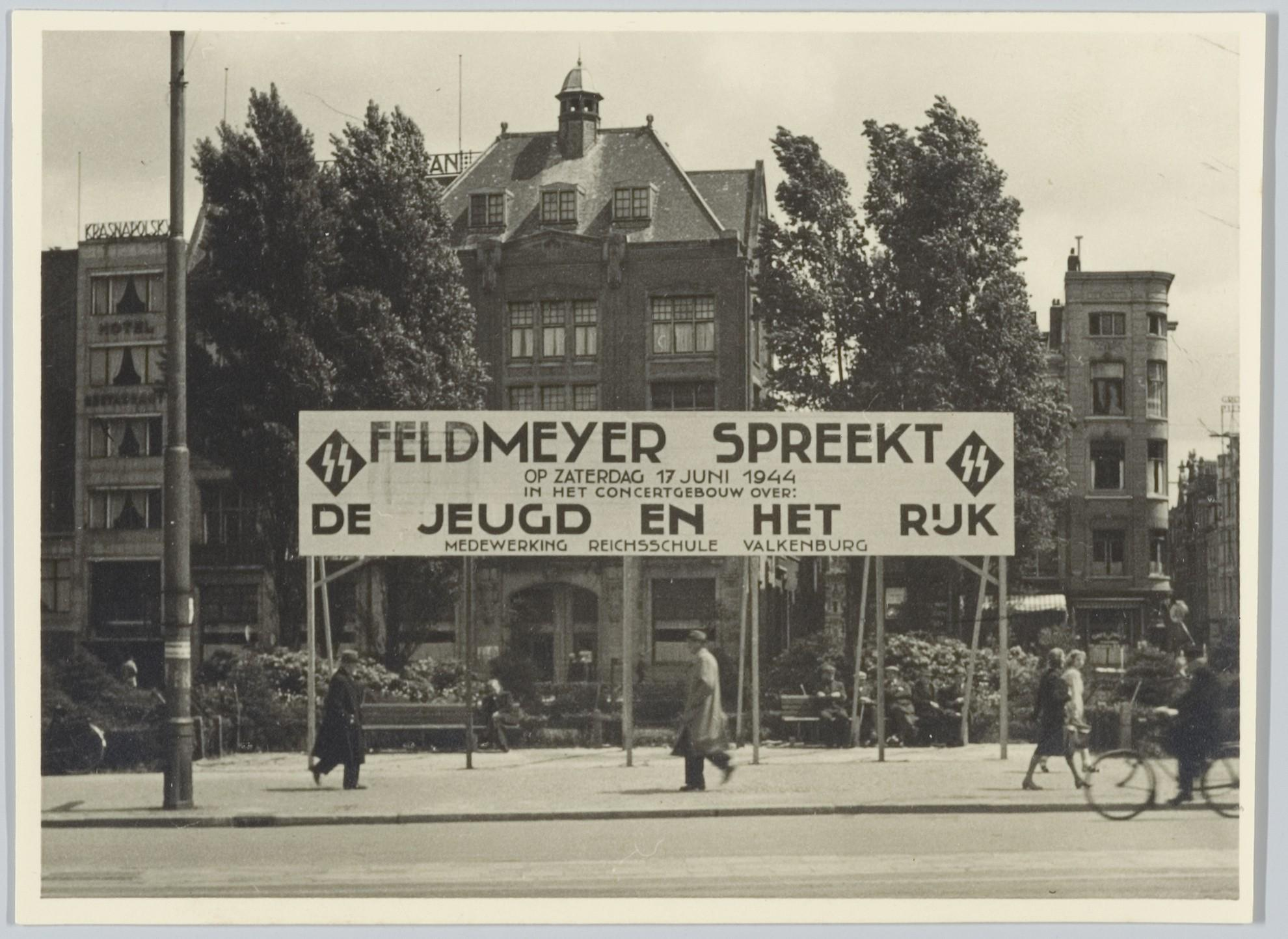
Aankondiging van een toespraak door Feldmeijer in Amsterdam in 1944

Vlak voor de Duitse aanval op Nederland in 1940 werd Feldmeijer met nog een aantal NSB-prominenten vastgezet en tijdens de meidagen van 1940 naar Frankrijk vervoerd, waar hij op 30 mei 1940 in Calais door de Duitsers werd bevrijd. Terug in Nederland kreeg hij spoedig een goede verhouding met SS-leider Hanns Albin Rauter. Op 11 september 1940 kreeg hij de opdracht om de Nederlandsche SS op te richten, dit echter zeer tegen de zin van NSB-leider Mussert, die niets zag in de SS. Dit leidde dan ook tot veel conflicten binnen de NSB, met aan de ene kant Mussert en aan de andere kant Feldmeijer en ook Rost van Tonningen.
De Nederlandsche SS werd uiteindelijk een voorportaal voor de Waffen-SS, veel Nederlandse SS'ers namen dienst bij de Waffen-SS en werden ingezet aan het oostfront bij Leningrad. Ook Feldmeijer volgde dat voorbeeld, hij diende in 1941 bij de Leibstandarte-SS "Adolf Hitler" in de Balkan en in 1942/43 bij de SS-division Wiking in Rusland. Voor zijn optreden bij de Waffen-SS ontving Feldmeijer o.a. het IJzeren Kruis 1939, 2e klasse.
Terug in Nederland leidde hij op aangeven van Rauter het Sonderkommando-Feldmeijer, dat in 1943 actief was bij het plegen van represailles op Nederlandse burgers na aanslagen door het verzet. Dit gebeurde onder de noemer Aktion Silbertanne. Ook kreeg Feldmeijer begin 1945 het bevel over een bataljon van Landstorm Nederland. Op 22 februari 1945 werd, op weg naar het front, zijn auto beschoten door een geallieerd jachtvliegtuig waarbij Feldmeijer omkwam. Filmopnamen van toespraken van Feldmeijer werden een aantal malen in de Polygoonjournaals tijdens voorprogramma's in de Nederlandse bioscopen vertoond.
In Paleis het Loo kreeg Henk Feldmeijer een staatsbegrafenis, geheel in de stijl van de SS, waarbij de gehele NSB-top aanwezig was. Zijn lichaam is daarna overgeplaatst naar het Esserveld te Groningen, waar hij begraven ligt, in het graf van zijn nichtje.
Na de oorlog zijn verschillende boeken over hem geschreven, onder meer door zijn kleinzoon. In 2017 stond Feldmeijer centraal in een aflevering van de tv-serie Het was oorlog van Omroep MAX.